# Grote Prijs Impanis-Van Petegem 2017
Der 7. Grote Prijs Impanis-Van Petegem 2017 war ein belgisches Straßenradrennen in der Provinz Flämisch-Brabant mit Start in Brakel und Ziel in Boortmeerbeek nach 199,6 km. Es fand am Samstag, den 16. September 2017, statt. Zudem war es Teil der UCI Europe Tour 2017 und dort in der Kategorie 1.HC eingestuft.
Der Verlauf des Rennens wies 13 Anstiege auf und der letzte Anstieg ist davon die Hulstbergstraat, gut 21 Kilometer vor dem Ziel. Nach 45 gefahrenen Kilometer setzte sich eine sechs Mann starke Ausreißergruppe um den Schweizer Lukas Spengler (WB Veranclassic) ab. Die Gruppe hatte maximal 3:40 Minuten Vorsprung. 70 Kilometer vor dem Ziel wurde die Spitzengruppe fehlgeleitet und 20 Kilometer weiter war die Gruppe gestellt. Anschließend fuhren etwa 20 Mann vom Feld weg, u. a. mit Paul Martens (Deutschland/LottoNL). Auch diese Gruppe wurde wieder eingeholt. Durch viele Stürze und Attacken in der Schlussphase des Rennens, fuhren nun 18 Mann an der Spitze. In der Gruppe waren u. a. mit dabei: Matteo Trentin (Italien/Quick Step), Jempy Drucker (Luxemburg/BMC), Paul Martens und Fernado Gaviria (Kolumbien/Quick Step). Wenige Kilometer vor dem Ziel lösten sich Drucker und Trentin von dieser Gruppe und kurz darauf fuhr Trentin von Drucker weg. Trentin gewann dadurch das Rennen als Solist. 6 Sekunden später folgte Drucker. Der Rest von der Gruppe um Martens wurde eingeholt. Dritter wurde im Sprint André Greipel (Deutschland/Lotto Soudal).

## Teilnehmende Mannschaften
| WorldTeams (6)- Quick-Step Floors - BMC Racing Team - Lotto-Soudal - Dimension Data - Katusha-Alpecin - Lotto NL-Jumbo Professional Continental Teams (8)- Delko Marseille Provence KTM - Direct Énergie - Fortuneo-Oscaro - Roompot-Nederlandse Loterij - Sport Vlaanderen-Baloise - Verandas Willems-Crelan - Wanty-Groupe Gobert - WB-Veranclassic-Aqua Protect Continental Teams (6)- AGO-Aqua Service - An Post-ChainReaction - Cibel-Cebon - Pauwels Sauzen-Vastgoedservice - T.Palm-Pôle Continental Wallon - Tarteletto-Isorex |
| |

## Rennergebnis
| \| Gesamtwertung \| Gesamtwertung \| Gesamtwertung \| Gesamtwertung \| Gesamtwertung \| \| Fahrer \| Fahrer \| Land \| Team \| Zeit \| \| ------------- \| --------------------- \| ------------- \| ---------------------------- \| --------------- \| \| 1. \| Matteo Trentin \| Italien \| Quick-Step Floors \| 4 h 36 min 03 s \| \| 2. \| Jempy Drucker \| Luxemburg \| BMC Racing Team \| + 8 s \| \| 3. \| André Greipel \| Deutschland \| Lotto-Soudal \| + 18 s \| \| 4. \| Fernando Gaviria \| Kolumbien \| Quick-Step Floors \| + 18 s \| \| 5. \| Andrea Pasqualon \| Italien \| Wanty-Groupe Gobert \| + 18 s \| \| 6. \| Romain Cardis \| Frankreich \| Direct Énergie \| + 18 s \| \| 7. \| Coen Vermeltfoort \| Niederlande \| Roompot-Nederlandse Loterij \| + 18 s \| \| 8. \| Amund Grøndahl Jansen \| Norwegen \| LottoNL-Jumbo \| + 18 s \| \| 9. \| Jonas Rickaert \| Belgien \| Sport Vlaanderen-Baloise \| + 18 s \| \| 10. \| Benjamin Giraud \| Frankreich \| Delko-Marseille Provence-KTM \| + 18 s \| |                       |             |                              |                 |
| |                       |             |                              |                 |
| Quelle: ProCyclingStats |                       |             |                              |                 |
| Gesamtwertung |                       |             |                              |                 |
| Fahrer | Fahrer                | Land        | Team                         | Zeit            |
| 1. | Matteo Trentin        | Italien     | Quick-Step Floors            | 4 h 36 min 03 s |
| 2. | Jempy Drucker         | Luxemburg   | BMC Racing Team              | + 8 s           |
| 3. | André Greipel         | Deutschland | Lotto-Soudal                 | + 18 s          |
| 4. | Fernando Gaviria      | Kolumbien   | Quick-Step Floors            | + 18 s          |
| 5. | Andrea Pasqualon      | Italien     | Wanty-Groupe Gobert          | + 18 s          |
| 6. | Romain Cardis         | Frankreich  | Direct Énergie               | + 18 s          |
| 7. | Coen Vermeltfoort     | Niederlande | Roompot-Nederlandse Loterij  | + 18 s          |
| 8. | Amund Grøndahl Jansen | Norwegen    | LottoNL-Jumbo                | + 18 s          |
| 9. | Jonas Rickaert        | Belgien     | Sport Vlaanderen-Baloise     | + 18 s          |
| 10. | Benjamin Giraud       | Frankreich  | Delko-Marseille Provence-KTM | + 18 s          |